# Hinatuan
Hinatuan ist eine philippinische Stadtgemeinde in der Provinz Surigao del Sur. Sie hat 39.842 Einwohner (Zensus 1. August 2015). Ihre Nachbargemeinden sind Barobo im Norden, Tagbina im Westen und Bislig City im Süden. Im Barangay Cambatong liegt mit dem Hinatuan Enchanted River eines der Haupttourismusziele Mindanaos.

## Baranggays
Hinatuan ist politisch in 24 Baranggays unterteilt.
| - Baculin - Benigno Aquino (Zone I Pob.) - Bigaan - Cambatong - Campa - Dugmanon - Harip - La Casa (Pob.) - Loyola - Maligaya - Pagtigni-an (Bitoon) - Pocto | - Port Lamon - Roxas - San Juan - Sasa - Tagasaka - Tagbobonga - Talisay - Tarusan - Tidman - Tiwi - Zone II (Pob.) - Zone III Maharlika (Pob.) |